# Paul Chack
Pour les articles homonymes, voir Chack (homonymie).
Louis Paul André Chack (Paris, 12 février 1876 – fort de Montrouge, à Arcueil, en proche banlieue parisienne, 9 janvier 1945), est un officier de marine, écrivain et collaborateur français.
Excellent marin, distingué à plusieurs reprises pour son héroïsme et son courage avant et pendant la Première Guerre mondiale, écrivain réputé avant la Seconde Guerre mondiale, il se porte volontaire au début de celle-ci pour reprendre du service alors qu'il est en retraite.
Favorable sous l'Occupation à la politique de collaboration avec l'Allemagne, il préside le Comité d’action antibolchévique. Il est condamné à mort à la Libération, en décembre 1944, et est, avec Robert Brasillach, l'un des quelques intellectuels français exécutés pour intelligence avec l'Allemagne nazie.
Robert Aron rappelle dans son Histoire de l'épuration en 1967 les conclusions du commissaire du gouvernement, faisant office de procureur, lors de son procès :

« Je réclame contre vous la peine de mort, Paul Chack, malgré votre talent, malgré vos décorations, malgré vos cheveux blancs, je dirai plus, je la réclame contre vous à cause de tout cela. À cause de votre talent, de vos décorations… »

## Biographie

### Marin et écrivain[3]
Il est le deuxième enfant de la cantatrice française Marie-Louise Chack dite Marie Scalini (1852-1931), et d'un aristocrate anglais (ou irlandais ?), lord Fingall. Ce dernier n'épouse pas Marie Scalini, mais lui assure une maison au Vésinet, en grande banlieue parisienne, et une pension,. Sa mère se reconvertira en dame patronnesse à partir des années 1890, comme présidente d'un orphelinat, et obtiendra la Légion d'honneur en 1925.
Paul Chack entre à l'École navale en octobre 1893 (50e sur 75) et en sort aspirant de 1re classe en octobre 1896 après avoir effectué sa formation d'officier sur le Borda et l'Iphigénie.
Affecté sur le cuirassé Hoche puis sur le Masséna en escadre du Nord, il est promu enseigne de vaisseau en octobre 1898 et sert sur la Mouette à la station navale de Constantinople où il se distingue en luttant courageusement contre un incendie, ce qui lui vaut du sultan une médaille d'or.
En 1902, il est officier élève sur le torpilleur l'Algésiras d'où il sort breveté et embarque ensuite sur le Masséna en Méditerranée.
Professeur adjoint à l’École des marins torpilleurs de Toulon sur le Magenta, il travaille en 1905 au Service hydrographique de la marine où il se spécialise sur les instructions nautiques.
Nommé lieutenant de vaisseau en mai 1906, il commande à Toulon le sous-marin Grondin et est détaché comme officier d'ordonnance du gouverneur général de l'Indochine en 1908.
En 1911, il suit les cours de l’École d'application du tir à la mer à Toulon sur le Pothuau et est nommé en 1912 officier canonnier sur le cuirassé Jauréguiberry où, fortement apprécié de ses chefs et noté comme officier d'élite à promouvoir rapidement, en 1914 il occupe le poste de directeur de tir du cuirassé Courbet. Il participe alors aux opérations de l'armée navale en Méditerranée et dans l'Adriatique puis est désigné commandant du contre-torpilleur Massue en juin 1915. Il participe alors aux opérations des Dardanelles, au blocus des côtes d'Anatolie, à l'évacuation de l'armée serbe et aux escortes de convois en Méditerranée.
Le 27 novembre 1916, il attaque vivement un sous-marin allemand pendant la nuit et le force à disparaître. Il est alors cité à l'ordre de l'Armée.
Capitaine de corvette (juillet 1917), il sert au Service de l'armement des bâtiments de commerce au Havre puis commande le front de mer de la Gironde. Il est ensuite nommé capitaine de frégate (juin 1920) et commande en second le cuirassé Provence en Méditerranée avant d'être affecté en 1921 au Service historique de la marine comme directeur de la Revue maritime et comme chef de service (1923). Il occupe ce poste jusqu'en novembre 1934, lorsqu'il part à la retraite quelques mois avant la limite d'âge, avec une amertume certaine. Il est promu capitaine de vaisseau en juillet 1929 et commandeur de la Légion d'honneur en novembre 1934.
En juin 1927, il est élu à l'Académie de marine. Il représente l'année suivante la marine française au IVe Congrès international des sciences historiques à Oslo.
Il se consacre à partir des années 1920 à la rédaction de nombreux ouvrages spécialisés pour la plupart sur les aspects navals de la Grande Guerre, grâce à la documentation du Service historique de la Marine qui lui donne la matière d’une carrière d’écrivain et à l'encouragement de Claude Farrère : La Guerre des croiseurs (1922), On se bat sur mer (1926) — qui obtient le Prix de La Renaissance l'année suivante —, Sur les bancs de Flandre (1927), Combats et batailles sur mer (avec Claude Farrère), etc. Ses livres obtiennent un immense succès en France et à l'étranger, font connaître la marine et ont suscité de nombreuses vocations. Il fait partie des écrivains soutenus par Horace de Carbuccia: il collabore à l'hebdomadaire Gringoire et les éditions de France publient plusieurs de ses livres. C'est aussi un conférencier, vice-président en 1935 de La Conférence française,. Il écrit aussi les paroles de chansons.
Il devient premier vice-président de la Société des gens de lettres en 1932,, vice-président en janvier 1930 puis président le 3 juin 1936 de l'Association des écrivains combattants (AEC), succédant à Claude Farrère,. En 1939, cette association regroupe 540 écrivains. Il préside en 1938 et 1939 la vente de charité annuelle de cette association, destinée à ses caisses de secours et appelée « l'Après-midi du livre ». C'est une manifestation mondaine durant laquelle des écrivains comme Géo London, Roland Dorgelès, José Germain, Abel Bonnard, Henry Bordeaux, Jean Cocteau, Henri Troyat ou François Mauriac dédicacent leurs livres que vendent des vedettes de la scène ou de l'écran telles Yvonne Printemps, Mireille Balin, Danielle Darrieux, Suzy Solidor ou Gaby Morlay, ou bien des femmes du monde. Le président de la République vient inaugurer chaque année cette manifestation. Ainsi, Chack accueille en 1939 Albert Lebrun accompagné du ministre Jean Zay,,,,,,.
Il écrit en 1939 Tu seras marin, un ouvrage relatant les grandeurs et les servitudes des Marins d'état, véritable encouragement pour les jeunes gens à servir leur pays dans la Royale.
Mobilisé en 1939, il remet la présidence de l'AEC à Jean Valmy-Baisse. Il se réengage dans l'armée pour la durée de la guerre et est nommé au Commissariat à l'information.
Il a épousé en 1905 Augustine Marie Royer. Sa fille Colette Paul-Chack et Jean-Jacques Antier s'occuperont en 1969 de la réédition de l'ensemble de son œuvre concernant la guerre navale 1914-1918 sous le titre L'Histoire maritime de la Première Guerre mondiale.

### Engagement politique à l'extrême droite

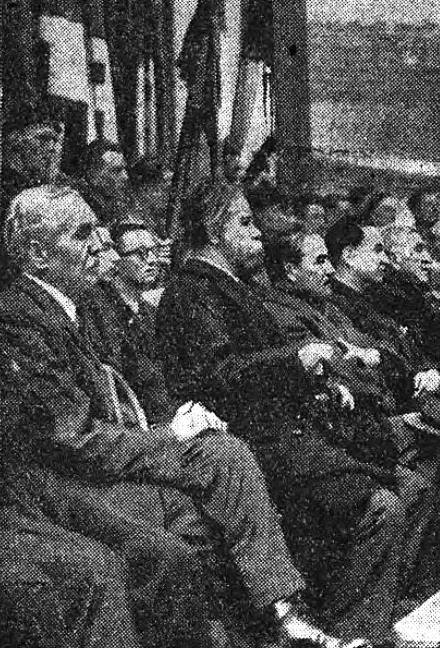
Quelques-unes des personnalités assistant au meeting du Front révolutionnaire national au Vél'd'Hiv' le 11 avril 1943. De gauche à droite : Claude, Châteaubriant, Déat, Bucard et Chack.

Au début des années 1930, il n'est pas antisémite et il s'engage même publiquement contre l'antisémitisme : deux périodiques juifs signalent sa présence à la tribune des personnalités invitées par la LICA lors de la grande réunion publique de protestation contre l’antisémitisme hitlérien au palais du Trocadéro le 10 mai 1933,,.
Cependant, à plus de soixante ans, il commence à avoir une activité politique plus intense. Il est vice-président de l'Association nationale des officiers combattants (ANOC), fondée en 1929 ou 1930 et présidée par le colonel Jean Ferrandi puis Charles Trochu, conseillers municipaux parisiens de droite, à la fin des années 1930. Et président du Club de l'effort, succédant à Ferrandi, mort en janvier 1935,. Ce club a été fondé en janvier 1934 par les administrateurs de l'ANOC pour aider au développement de leur organisation. Il comprend à l'origine des officiers de réserve, souvent membres des ligues. Ce club n'a guère laissé de trace dans la presse, hormis sa participation annuelle au défilé en l'honneur de Jeanne d'Arc à Paris et son adhésion en 1934 au Front national, auquel adhère aussi l'ANOC.
En 1937, il fait partie des personnalités de droite et d'extrême droite qui rendent hommage à Charles Maurras après sa sortie de prison lors de deux meetings,. Il adhère au Parti populaire français (PPF) de Jacques Doriot en 1937, s'intéresse en 1938 à ses Cercles populaires pour lesquels il donne deux conférences et devient membre de son bureau politique, sans avoir réellement milité pour ce parti. Il assiste à quelques réunions du parti. Il préside un meeting de la fédération parisienne du PPF en décembre 1938, aux côtés de Doriot, Paul Marion et Ramon Fernandez,.
Il adhère en 1937 aux Camarades du feu, une petite association regroupant des dissidents des Croix de feu ayant rompu avec le colonel François de La Rocque, fondée par le commandant Sicé, en faveur de qui il témoigne au cours du procès opposant La Rocque à ses adversaires en décembre 1937. Il préside en décembre 1938 un meeting anticommuniste et antisémite de cette association, dont il est le vice-président ; il dénonce la « conjuration judéo-maçonnique » qui mine la nation lors de cette réunion organisée « contre la bolchevisation de la jeunesse et de la race par les forces antifrançaises »,,,,. Il préside en novembre 1937 un congrès d'écrivains et y appelle à la lutte contre le communisme. Il devient membre du « comité de défense des patriotes emprisonnés » (dirigeants anciens combattants de l'UCAD liés à la Cagoule : le général Édouard Duseigneur, le duc Joseph Pozzo di Borgo),. En mars 1938, il cosigne une déclaration d'intellectuels d'extrême droite sur l'union nationale, souhaitable mais sans « les représentants d'un gouvernement étranger » [allusion aux communistes]. On le trouve en juin 1938 à un meeting des nationaux au Vélodrome d'hiver, aux côtés de Charles Trochu, de parlementaires de droite, de leaders royalistes comme Maurras, des chefs du PPF. En mars 1939, il prend part à un meeting en faveur de l'Espagne de Franco, organisé par le mouvement de l'Ordre national de Georges Loustaunau-Lacau, une organisation anticommuniste qui collabore alors avec le PPF.
Il donne alors des conférences sur la marine française ou l'empire colonial français à des associations politiques de droite.
Il est particulièrement réputé pour son anglophobie, anglophobie considérablement renforcée par la bataille de Mers el-Kébir, le 3 juillet 1940, et les nombreux marins français morts qui en résultent.
Sous l'Occupation allemande, il se montre pleinement favorable à la politique de collaboration avec l'Allemagne.
Il accepte de présider le Comité d’action antibolchévique (1941-1944), officine de propagande anticommuniste et antisémite, qui sert d'annexe de propagande pour le recrutement en faveur de la Légion des volontaires français contre le bolchévisme (LVF). Ce comité organise l'exposition Le Bolchevisme contre l'Europe. Chack préside son comité d'organisation et inaugure l'exposition en mars 1942 à Paris, aux côtés de personnalités allemandes et françaises comme Paul Marion, Fernand de Brinon ou Georges Claude. Il prend part à des cérémonies ou réunions de la Légion tricolore en 1942 et de la LVF en 1943,.
Il se présente aussi comme un antisémite convaincu en octobre 1941 dans Le Matin, se moquant des lettres anonymes reçues :

« Ayant en effet été mis à la retraite, par limite d'âge, au mois de novembre 1934 , j'ai tenu en janvier 1935 ma première réunion publique antijuive à Passy. Depuis lors, j'ai pris la parole dans des dizaines de meetings antibolcheviks et nationalistes. J'ai été particulièrement violent à une époque où il y avait à cela quelque mérite car le juif Blum était au pouvoir et le sinistre Marx Dormoy avait la police à ses ordres. »

On le trouve d'ailleurs à l'inauguration de l'Institut d'étude des questions juives en mai 1941 et il écrit pour Le Cahier jaune un article intitulé « Le bolchevisme, entreprise juive ». Il préside également le Cercle aryen, qu'il inaugure en novembre 1943 à Paris au 5 boulevard Montmartre, aux côtés de Louis Darquier de Pellepoix,. Il y déclare selon un communiqué du PPF :

« Que nous soyons ou non fascistes ou nationaux-socialistes, nous nous réclamons de l'idée aryenne pure. C'est un idéal autour duquel doivent s'unir tous les hommes épris de propreté morale, tous ceux qui dans leur passé n'ont à se reprocher aucune compromission avec les Juifs, les francs-maçons ou les politiciens qui ont pourri la France. »

Ce cercle a été fondé plusieurs mois auparavant par William Gueydan de Roussel, son président-adjoint, qui a fait venir Henry Coston, président de sa commission des admissions, Jean Mamy ou encore Jacques Ploncard d'Assac. On y donne des conférences — par exemple de Jean Hérold-Paquis, de Chack ou de Gueydan de Roussel —, un goûter pour les enfants des volontaires français de la Waffen-SS en décembre 1943, auquel assistent Chack et son épouse, aux côtés de l'épouse de Marcel Déat, une exposition de documents gaullistes et lettres de menaces reçues par les journalistes collaborationnistes, inaugurée par Chack en avril 1944. Chack y préside en janvier 1944 une réunion pour constituer le jury d'un prix littéraire, le prix de la France aryenne, doté de 10 000 francs. Le jury qu'il préside décerne le prix à Maurice-Yvan Sicard pour son livre Vive la France, dans les locaux du cercle, le 1er mars 1944,. On y commémore le centenaire d'Édouard Drumont en mai 1944 : Chack préside la réception à laquelle prennent part l'académicien Abel Hermant, Jacques de Lesdain, Coston, Sicard, Georges Oltramare, Jean Azéma, Ploncard d'Assac, Hérold-Paquis, Henri Lèbre de Je suis partout, Henri Labroue, des représentants des autorités allemandes et de la Milice, un officier français de la Waffen-SS. Il prononce en outre une courte allocution lors de la cérémonie devant la tombe de Drumont au cimetière du Père-Lachaise :

« Un magnifique exemple nous est venu de l'Est. Un grand peuple (…) s'est engagé dans la voie féconde qui mène à la pureté des races. Alors peu à peu, d'autres nations ont ouvert les yeux. Elles ont compris que les Juifs sont les vrais responsables du déclenchement des deux guerres de 1914 et de 1939. Elles ont compris que le juif, partout destructeur, est indésirable partout,,. »

Chack a intégré le mois précédent le jury du prix Édouard Drumont créé par Coston et Paul Lafitte à l'occasion du centenaire de la naissance de l'écrivain polémiste.
Il collabore aussi à des journaux comme Aujourd'hui et assiste à des réunions collaborationnistes du PPF. Il se recueille le 29 juin 1944 devant le catafalque d’Henriot et signe le registre de deuil, avec de Brinon, Doriot, Paul Marion.
Arrêté à la Libération, le 26 août 1944 dans son appartement du 7e arrondissement, il est interné au camp de Drancy, puis à la prison de Fresnes. Il est l'un des premiers écrivains avec Robert Brasillach et Georges Suarez à être jugé pour intelligence avec l'ennemi par la Cour de justice de la Seine. Comme eux, il est condamné à mort, le 18 décembre 1944,,,.
Après avoir vu un aumônier et écrit quelques lettres, il est emmené au fort de Montrouge, en banlieue parisienne, où il est fusillé à 10 heures 20, à 68 ans, le 9 janvier 1945,. Son corps est inhumé dans le carré des fusillés du cimetière de Thiais, puis au cimetière des Batignolles (section 21) avec son épouse, née Augustine-Marie Royer, et sa grand-mère. Il laisse une fille, Colette , née en 1912 et épouse du marquis Jean de Larrard (1902-1950).

## Récompenses et distinctions
- Titulaire de la croix de guerre
- Chevalier (1909)[83], officier (1921[84]) puis Commandeur de la Légion d'honneur depuis le 21 novembre 1934[85], il retire à la lecture du verdict sa rosette de la boutonnière de son pardessus et, après l'avoir portée « religieusement » à ses lèvres, en fait abandon à son défenseur[86]. Du fait de sa condamnation, il est exclu de l'ordre de la Légion d'honneur[87].

## Œuvres
(Aux Éditions de France, sauf mention contraire.)
- Au large d'Ouessant (coll. « La mer et notre Empire »)
- Du Maroc à l'Océan Indien (coll. « La mer et notre Empire »)
- Les Explorateurs (coll. « La mer et notre Empire »)
- Face aux Anglais (coll. « La mer et notre Empire »)
- La Fin d'un Pirate (coll. « La mer et notre Empire »)
- Courbet, le vainqueur de Fou-Tchéou , Édition Amiot-Dumont
- Les Grandes Croisières françaises (ouvrage pour la reliure duquel Jean Goulden réalisa des émaux[88])
- On se bat sur mer, 1926 Prix de La Renaissance[89].
- Des Dardanelles aux brumes du Nord (coll. « Marins à la bataille »)
- Patrouilles tragiques dans la nuit (coll. « Marins à la bataille »)
- Combats de mer au grand soleil (coll. « Marins à la bataille »)
- La Route des Indes sauvée par la France (coll. « Marins à la bataille »)
- Héros de l'Adriatique (coll. « Marins à la bataille »)
- Survivants prodigieux (coll. « Marins à la bataille »)
- Sur mer… Et dessous (coll. « Marins à la bataille »)
- Luttes sans merci au sud et au nord (coll. « Marins à la bataille »)
- Avions, torpilleurs et voiliers au feu (coll. « Marins à la bataille », 1933), avec des illustrations de Léon Haffner
- Petits navires, grandes luttes (coll. « Marins à la bataille »)
- La Bataille de Lépante(coll. « Marins à la Bataille »)
- Trafalgar (coll. « Marins à la Bataille »)
- Hasards de guerre (coll. « Marins à la Bataille »)
- Les Frégates du Roi (coll. « Marins à la Bataille »)
- La Guerre des croiseurs, du 4 août 1914 à la bataille des Falkland (deux volumes et deux atlas)
- Sur les bancs de Flandre (avec 2 cartes dessinées par P. Chack), 1927
- Ceux du blocus (avec 11 cartes dessinées par P. Chack), 1928
- Hoang-Tham, pirate, 1933
- Tu seras marin (coll. « Marins à la Bataille », 1939), dessins de Léon Haffner
- Histoire maritime de la Première guerre mondiale par Paul Chack et Jean-Jacques Antier (France-Empire, 3 volumes, réédition abrégée en 1 volume, 1992)